# Wahlenbergia unidentata
Wahlenbergia unidentata är en klockväxtart som först beskrevs av Carl von Linné d.y., och fick sitt nu gällande namn av Thomas G. Lammers. Wahlenbergia unidentata ingår i släktet Wahlenbergia och familjen klockväxter. Inga underarter finns listade i Catalogue of Life.